# Pierre Sidos
Pour les articles homonymes, voir Sidos.
Pierre Sidos né le 6 janvier 1927 à Saint-Pierre-d'Oléron et mort le 4 septembre 2020 à Bayeux, est un homme politique français.
Suivant les traces de son père François Sidos, Pierre Sidos commence son engagement à l'extrême droite durant la Seconde Guerre mondiale au sein de la Milice française, des faits pour lesquels il est condamné aux travaux forcés en 1946. Il anime dans les années qui suivent le mouvement Jeune Nation, fondé et dissous dans les années 1950, puis s'engage avec l'OAS dans l'opposition à l'indépendance de l'Algérie.
Il participe en 1964 à la création d'Occident, avant de devenir président à vie de L'Œuvre française, un mouvement qu'il a fondé mêlant néofascisme, pétainisme, antisémitisme et une forme de catholicisme social. Il en tient les rênes jusqu'en 2012, année où Yvan Benedetti lui succède.

## Biographie

### Famille
Pierre Sidos est le fils de François Sidos, ancien combattant et lieutenant de réserve, cadre des Jeunesses patriotes à La Rochelle (secrétaire général départemental puis délégué à la propagande) et de son avatar le Parti républicain national et social, dont il a été l'un des dirigeants en Charente-Maritime, devenu sous l’Occupation un haut responsable de la Milice, jugé puis fusillé en 1946. Il a quatre frères (Jean, François, Jacques et Henri) et une sœur, Marie-Thérèse,. Son frère ainé Jean, caporal-chef, meurt pour la France le 16 juin 1940. Henri Sidos, alors sous-officier parachutiste, meurt au combat en Algérie le 14 mars 1957,.
Il est le père du général et historien Philippe Sidos.

### Premières années avec Jeune Nation
Cadet du francisme de Marcel Bucard en 1943,, il est jugé en 1946 pour ce fait à La Rochelle par la Cour de justice de Charente-Maritime, alors qu'il est encore mineur, aux côtés de son père, de sa mère Louise et d'un de ses frères, Jacques. Il est condamné à cinq ans de travaux forcés pour avoir été membre du Francisme,,. Il est emprisonné au centre pénitentiaire de Natzweiler-Struthof. Il est libéré en août 1948, bénéficiant d'une grâce amnistiante.
Après avoir fréquenté le Mouvement socialiste d'unité française de René Binet, il fonde en 1949-1950 — avec ses frères Jacques et François — le groupuscule Jeune Nation.
Il se présente avec son frère Jacques aux élections législatives de 1951 sur une liste de l'Union des nationaux indépendants et républicains (UNIR),.
Sous le symbole de la croix celtique, Jeune Nation regroupe des anciens d'Indochine ou collaborationnistes, qui ont pour but de lutter contre la décolonisation, le communisme et la Quatrième République. Le mouvement organise des caches d'armes, avant d'être dissous le 15 mai 1958, comme d'autres groupuscules d'extrême droite.
Pierre Sidos lance en juillet 1958 et dirige le périodique Jeune Nation,, et son mouvement dissous est reformé à l'automne 1958 sous le nom de Parti nationaliste,, avec l'aide de Dominique Venner. Ce dernier écrit alors: « Le problème métèque […] ne doit jamais […] être abordé avec comme perspectives le four crématoire ou la savonnette, et cela quelles que soient les mesures que nous aurons à prendre lorsque nous serons au pouvoir. Il serait mauvais également d’indiquer que la révolution que nous voulons faire doit se solder par un nombre de milliers de morts ou de dizaines de milliers de morts ». Ce parti tient son congrès constitutif le 6 février 1959, le jour anniversaire des émeutes du 6 février 1934. Pierre Sidos y appelle à « séparer la synagogue de l’État ». Le mouvement est une nouvelle fois dissous quelques jours plus tard, le 12. C'est une sanction de la part prise aux manifestations algéroises hostiles au Président Charles de Gaulle et au Premier ministre Michel Debré,. Le journal Jeune Nation disparaît en janvier 1960.

### Passage à l'OAS
Au sein du Mouvement populaire du 13 mai[réf. souhaitée], Pierre Sidos s'engage alors dans l'action clandestine pour l'Algérie française. En février 1960, un mandat d'arrêt est lancé contre lui pour atteinte à la sûreté de l'État, au lendemain de la semaine des barricades à Alger. Le 19 octobre de la même année, il est condamné par défaut à une amende et quinze jours de prison pour offense au chef de l'État et reconstitution de ligue dissoute. Il est alors entré dans la clandestinité,,,.
Caché à partir de 1960, il participe à la préparation de l'attentat du Petit-Clamart, visant à tuer le général de Gaulle, ce qu'il reconnaît dans son témoignage de 2013. Il est arrêté en juillet 1962 et emprisonné jusqu'en juin 1963 pour soutien à l'OAS. Il comparait en juin 1963 devant la Cour de sûreté de l'État avec neuf autres dirigeants ou membres du mouvement Jeune Nation et du Parti nationaliste, dont Dominique Venner, poursuivis pour « avoir arrêté ou concerté avec une ou plusieurs personnes la résolution de commettre des attentats ayant pour but de détruire ou de changer le régime constitutionnel » et pour avoir « participé au maintien ou à la reconstitution directe ou indirecte d'un groupement dissous »,. Il est condamné à trois puis cinq ans de prison avec sursis et 2 000 francs d'amende,. Son frère Jacques, arrêté également en 1962, est condamné en 1964 à dix ans de prison et libéré en 1966,,.
Après être sorti de prison, Pierre Sidos se sépare de Venner, en partie pour des raisons idéologiques : il reste fidèle à un nationalisme centré sur la France, fidèle aux penseurs et aux activistes nationalistes du passé alors que Venner préconise désormais un nationalisme européen,. Pierre Sidos et de jeunes militants fondent en 1964 le mouvement Occident, qu'il quitte en 1966 ; il en est finalement évincé.

### L'Œuvre française
Pierre Sidos lance en 1966 un périodique, Le Soleil,, et fonde en février 1968 le mouvement L'Œuvre française, qu'il dirige en tant que président à vie. L'année suivante, sa candidature à l'élection présidentielle est rejetée par le Conseil constitutionnel aux motifs que « le nombre des présentations valablement émises en faveur de ce dernier est inférieur au minimum exigé par les dispositions de l'article 3-1 de l'ordonnance no 62-1292 du 6 novembre 1962 ». Ce refus fut pourtant considéré par Le Soleil, organe de L'Œuvre française, comme dû à la présence au Conseil constitutionnel de Gaston Palewski et René Cassin « tous deux d'ascendances juives étrangères », considérations partagées par Roger Peyrefitte. Toutefois, accepter la candidature de Pierre Sidos aurait pu, dans une certaine mesure, être interprété comme un acte de réhabilitation du passé collaborationniste des Sidos durant l'Occupation.
À partir du début des années 1970[réf. souhaitée], Pierre Sidos tient une place assez marginale dans l'extrême droite française. Il se présente sans succès aux élections législatives de 1973 à Paris (13e circonscription) en tant que président de l'Œuvre française, afin d'« assurer la présence à l'Assemblée nationale d'un homme politique français strictement nationaliste, épris d'équité sociale ; tout autant hostile à l'application des méthodes d'asservissement marxiste, qu'opposé au joug des Rothschild qui pèse sur notre pays depuis trop longtemps ».
Il soutient la candidature de Jean Royer, député-maire de Tours, à élection présidentielle de 1974.
Dans l'espoir d'un coup d'État, il organise avec son groupuscule des entraînements armés dans la forêt de Fontainebleau, en région parisienne. Il participe à l’émission Ciel, mon mardi ! de Christophe Dechavanne le 6 février 1990, où il se déclare antisémite « ni plus ni moins que Saint Louis ».
En 1996, il se rapproche du Front national de Jean-Marie Le Pen. Il y fait rentrer plusieurs de ses militants à partir de 2007, dont notamment Yvan Benedetti et Alexandre Gabriac. Ils militent tous deux pour que Bruno Gollnisch succède à Le Pen, avant de se faire exclure en 2011 par sa fille, Marine Le Pen, nouvelle dirigeante.
Durant l'été 2010, Pierre Sidos fait part dans un entretien accordé à l'hebdomadaire Rivarol de ses critiques à l'égard de cette dernière, et appelle à proscrire le « tout-électoral » au profit d'un « nationalisme organique ». La même année, il explique dans la revue Charles avoir « toujours défendu les mêmes idées depuis [sa] jeunesse ». Dans un témoignage de 2013 paru dans cette revue, il revendique « l’héritage intellectuel de Maurice Bardèche, Charles Maurras, Maurice Barrès ou bien Édouard Drumont » et assume son antisémitisme négationniste.

### Retraite et mort
Pierre Sidos quitte la présidence de L'Œuvre française en février 2012 ; Yvan Benedetti lui succède. Après la mort de l'antifasciste Clément Méric en 2013, le mouvement est dissous.
Hospitalisé à Bayeux, Pierre Sidos y meurt le 4 septembre 2020, à l'âge de 93 ans. Il reçoit les hommages d'Yvan Benedetti, qui écrit que « son Honneur s'est appelé Fidélité » faisant référence à la devise SS,, et de Jean-Marie Le Pen, pour qui Sidos est de la « grande famille nationale et patriote que nous avons servie et guidée ». Il est inhumé au cimetière parisien de Thiais (Val-de-Marne).